# خداحافظ جون
خداحافظ جون (به انگلیسی: Bye June) فیلمی محصول کره جنوبی در سال ۱۹۹۸ به کارگردانی چوی هو است.

## نقش‌ها
- یو جی تی در نقش دُ گی
- کیم‌ها نول در نقش چی یانگ
- ها رنگ در نقش بیونگ چون